# لوما لیندا ایست، شهرستان استار، تگزاس
لوما لیندا ایست (به انگلیسی: Loma Linda East) یک منطقهٔ مسکونی در ایالات متحده آمریکا است که در شهرستان استار، تگزاس واقع شده‌است. لوما لیندا ایست ۴۴ نفر جمعیت دارد.